# Luisa Miller
Luisa Miller es una ópera en tres actos compuesta por Giuseppe Verdi, sobre un libreto en italiano de Salvatore Cammarano, basado en la obra de teatro Kabale und Liebe (Intriga y amor) de Friedrich von Schiller. Fue estrenada en el Teatro San Carlo de Nápoles el 8 de diciembre de 1849. Esta fue la ópera 15.ª de Verdi y se ubica al final de su primer período compositivo. De esta ópera se suele grabar el aria de Rodolfo llamada Quando le sere al placido.

## Historia de las representaciones
El estreno en los Estados Unidos tuvo lugar en la Academia de Música en Filadelfia el 27 de octubre de 1852 seguida el 3 de junio de 1858 por la primera representación en el Reino Unido en Her Majesty's Theatre en Londres. Ha habido representaciones razonablemente frecuente en la Metropolitan Opera en Nueva York desde 1929 hasta 2006; entre aquellos años, hubo 86 representaciones y una del año 1979 ha aparcido en DVD. 
Tres compañías de ópera, que planean presentar todas las óperas de Verdi antes del bicentenario de su nacimiento en 2013, han ofrecido o planean dar esta ópera. La öpera de Sarasota presentó Luisa Miller en 1999; el Teatro Regio la dio en octubre de 2007 como parte de su "Festival Verdi" en desarrollo; y en el ABAO de Bilbao, España, tiene aún que programarla. 
En Australia, la ópera de la ciudad de Melbourne representó una versión de concierto en septiembre de 2009. En abril/mayo de 2010, una nueva producción de la Ópera de Zúrich incluyó a Barbara Frittoli como Luisa, Fabio Armiliato como Rodolfo y Leo Nucci como Miller.
Esta ópera se representa poco; en las estadísticas de Operabase aparece la n.º 112 de las óperas representadas en 2005-2010, siendo la 41.ª en Italia y la catorce de Verdi, con 30 representaciones en el período.

## Personajes
| Personaje                                                                | Tesitura     | Reparto del estreno, 8 de diciembre de 1849 (Director: - ) |
| ------------------------------------------------------------------------ | ------------ | ---------------------------------------------------------- |
| Miller, un soldado retirado                                              | barítono     | Achille De Bassini                                         |
| Luisa, su hija                                                           | soprano      | Marietta Gazzaniga                                         |
| Conde Walter                                                             | bajo         | Antonio Selva                                              |
| Rodolfo, su hijo                                                         | tenor        | Settimio Malvezzi                                          |
| Federica, duquesa de Ostheim, sobrina de Walter                          | mezzosoprano | Teresa Salandri                                            |
| Wurm, mayordomo de Walter                                                | bajo         | Marco Arati                                                |
| Laura, una muchacha de la aldea                                          | mezzosoprano | Maria Salvetti                                             |
| Un campesino                                                             | tenor        | Francesco Rossi                                            |
| Damiselas de Federica, pajes, parientes, arqueros, habitantes del pueblo |              |                                                            |

## Argumento
Época: principios del siglo XVII
Lugar: El Tirol

### Acto I
Escena 1: Un pueblo
El día del cumpleaños de Luisa, los campesinos se han reunido fuera de su casa para darle una serenata. Ella ama a Carlo, un joven al que ha conocido en el pueblo (Lo vidi e'l primo palpito /"Lo vi y mi corazón sintió el primer pálpito del amor") y lo busca entre la multitud. El padre de Luisa, Miller, está preocupado por este misterioso amor puesto que Carlo es un extraño. Carlo aparece y la pareja canta su amor (Dúo: t'amo d'amor ch'esprimere / "Te amo con un amor que las palabras apenas pueden expresar"). Mientras los pueblerinos se marchan hacia la iglesia cercana, a Miller se le acerca un cortesano, Wurm, que está enamorado de Luisa y desea casarse con ella. Pero Miller le dice que él nunca tomará la decisión en contra del deseo de su hija (Sacra la scelta è d'un consorte / "La elección de un marido es sagrada"). Irritado por su respuesta, Wurm le dice a Miller que en realidad Carlo es Rodolfo, el hijo del conde Walter. A solas, Miller expresa su enojo (Ah fu giusto il mio sospetto / "¡Ah! Mi sospecha era correcta").
Escena 2: Castillo del conde Walter
Wurm informa al conde Walter del amor de Rodolfo por Luisa y ordena a Wurm llamar al hijo. El conde expresa su frustración con su hijo (Il mio sangue la vita darei / "Oh, todo me sonríe"). Cuando él entra, le ordena a Rodolfo casarse con su sobrina Federica, la duquesa de Ostheim. 
Cuando Rodolfo se queda a solas con Federica, él la confiesa que ama a otra mujer, confiando en que la duquesa lo entenderá. Pero Federica está demasiado enamorada de él para comprenderlo (D´´uo: Deh! la parola amara perdona al labbro mio / "Por favor perdona mis labios por las amargas palabras").  
Escena 3: Casa de Miller
Miller le dice a su hija quién es Rodolfo en realidad. Llega Rodolfo y admite su engaño pero le jura que su amor es sincero. Arrodillándose frente a Miller declara que Luisa es su novia. El conde Walter entra y se enfrenta a su hijo. Sacando su espada, Miller defiende a su hija y Walter ordena que tanto el padre como la hija sean arrestados. Rodolfo se alza contra su padre y lo amenaza: si no libera a la muchacha, Rodolfo revelará cómo Walter consiguió ser conde. Aterrado, Walter ordena que liberen a Luisa.

### Acto II
Escena 1: Una habitación en la casa de Miller
Los pueblerinos llegan donde Luisa y le dicen que han visto como a su padre lo arrastran encadenado. Luego llega Wurm y confirma que van a ejecutar a Miller. Pero le hace una oferta: la libertad de su padre a cambio de una carta en la que Luisa declare su amor por Wurm y afirme que ella ha engañado a Rodolfo. Al principio se resiste (Tu puniscimi, O Signore / "Castigame a mi, oh, Señor"), pero luego se rinde y escribe la carta al mismo tiempo que es advertida de que debe mantener el engaño de haberla escrito voluntariamente y estar enamorada de Wurm. Maldiciéndolo (A brani, a brani, o perfido / "Oh, pérfido miserable"), Luisa solo quiere morir.
Escena 2: Una habitación en el castillo del conde Walter
En el castillo Walter y Wurm recuerdan cómo el conde se alzó al poder matando a su propio primo y Wurm le recuerda al conde cómo Rodolfo sabe esto también. Los dos hombres se dan cuenta de que, a menos que actúen juntos, pueden estar perdidos (Dúo: L'alto retaggio non ho bramato / "La noble herencia de mi primo"). Entran la duquesa Federica y Luisa. La muchacha confirma el contenido de la carta.  
Escena 3: habitaciones de Rodolfo
Rodolfo lee la carta de Luisa y, ordenando a un sirviente que traiga a Wurm, se lamenta de los tiempos felices que pasó junto a Luisa (Quando le sere al placido / "Cuando en la tarde, en el brillo tranquilo de un cielo estrellado"). El joven ha desafiado a Wurm a duelo. Para evitar el enfrentamiento el cortesano dispara su pistola al aire, atrayendo al conde y sus sirvientes corriendo. El conde Walter aconseja a Rodolfo que vengue la ofensa que ha sufrido casándose con la duquesa Federica. Desesperado, Rodolfo se abandona al destino (L'ara o l'avella apprestami / "Prepara el altar o la tumba para mi").

### Acto III
Una habitación en la casa de Miller
En la distancia, se oyen ecos de la celebración del matrimonio de Rodolfo y Federica. El viejo Miller, liberado de la prisión, regresa a casa. Entra en ella y abraza a su hija, luego lee la carta que ella ha preparado para Rodolfo. Luisa está decidida a suicidarse (La tomba e un letto sparso di fiori / "La tumba es un lecho con flores esparcidas"), pero Miller consigue persuadirla de que se quede con él. (Dúo: La filia, vedi, pentita / "La hija, veo, arrepentida"). Ahora a solas, Luisa sigue rezando. Rodolfo entra sin ser visto y vierte veneno en una jarra de agua sobre la mesa. Entonces le pregunta a Luisa si realmente escribió la carta en la que declara su amor por Wurm. "Sí", responde la muchacha. Rodolfo bebe un vaso de agua y luego pasa un vaso a Luisa y la invita a beber. Luego le dice que los dos están condenados a muerte. Antes de morir, Luisa tiene tiempo de decirle a Rodolfo la verdad sobre la carta (Duet: Ah piangi; il tuo dolore / "Ah, llora; tu dolor"). Miller regresa y reconforta a su hija moribunda; juntos los tres dicen sus oraciones y despedidas (Trío, Luisa: Padre, ricevi l'estremo addio / "Padre, recibe mi último adiós"; Rodolfo: Ah! tu perdona il fallo mio / "¡Ah! Perdona mi pecado"; Miller: O figlia, o vita del cor paterno / "Oh, hija, oh, vida del corazón paterno"). Mientras ella muere, los campesinos entran con el conde Walter y Wurm y antes de que él también muera, Rodolfo atraviesa con su espada el pecho de Wurm declarando a su padre La pena tua mira / "Observa tu castigo".

## Grabaciones
| Año  | Reparto (Luisa, Rodolfo, Miller, Federica, Conde Walter, Wurm)                                             | Director, Teatro de ópera y orquesta                                                                           | Sello discográfico                                                                               |
| ---- | --- | --- | ------------------------------------------------------------------------------------------------ |
| 1951 | Lucy Kelston, Giacomo Lauri-Volpi, Scipio Colombo, Mitì Truccato Pace, Giacomo Vaghi, Duilio Baronti       | Mario Rossi, Coro y orquesta de la RAI                                                                         | Opera d'Oro Cat: 1429                                                                            |
| 1964 | Anna Moffo, Carlo Bergonzi, Cornell MacNeil, Shirley Verrett, Giorgio Tozzi, Ezio Flagello                 | Fausto Cleva, Coro y orquesta de la Ópera Italiana RCA                                                         | Audio CD: RCA Victor Cat: GD 86646                                                               |
| 1975 | Montserrat Caballe, Luciano Pavarotti, Sherrill Milnes, Anna Reynolds, Bonaldo Giaiotti, Richard van Allan | Peter Maag, National Philharmonic                                                                              | Audio CD: Arts Archive Cat: 430882                                                               |
| 1979 | Katia Ricciarelli, Plácido Domingo, Renato Bruson, Yelena Obraztsova, Gwynne Howell, Wladimiro Ganzarolli  | Lorin Maazel, Coro y orquesta de la Royal Opera House, Covent Garden                                           | Audio CD: Deutsche Grammophon Cat: B00003ZA2E                                                    |
| 1979 | Renata Scotto, Plácido Domingo, Sherrill Milnes, Jean Kraft, Bonaldo Giaiotti, James Morris                | James Levine, Coro y orquesta de la Metropolitan Opera (Grabación en vivo de una representción el 20 de enero) | Audio CD: House of Opera Cat: CDBB 707 DVD: Deutsche Grammophon Cat: DG 073 4027 and B0007070-09 |
| 1988 | June Anderson, Taro Ichihara, Edward Toumajian, Susanna Anselmi, Paul Plishka, Romuald Tesarowicz          | Maurizio Arena, Coro y orquesta de la Ópera de Lyon y Coro de la Ópera de Montpellier                          | VHS: Home Vision LUI-01 (NTSC);Polygram 079 262-3 (PAL) DVD: Kultur Video                        |
| 1992 | Aprile Millo, Plácido Domingo, Vladímir Chernov, Florence Quivar, Paul Plishka, Jan-Hendrik Rootering      | James Levine, Coro y orquesta de la Metropolitan Opera                                                         | Audio CD: Sony Classical 48073                                                                   |